# کنیستر
کنیستر (به فرانسوی: canister) مخزنی پُر از دانه‌های کربن فعال است و زیر گلگیر سمت راننده (در پژو ۴۰۵) قرار دارد. این مخزن دو عدد شلنگ دارد؛ یکی از آن‌ها طرف باک و یکی به ورودیِ هوای موتور متصل می‌شود. زمانی که موتور روشن است، بخار بنزین به داخل موتور کشیده و سوخته می‌شود، اما وقتی موتور خاموش است، این بخارها جذبِ کنیستر می‌شود و از ورودِ آن به هوا و آلودگی آن جلوگیری می‌کند.

## کاربرد کنیستر

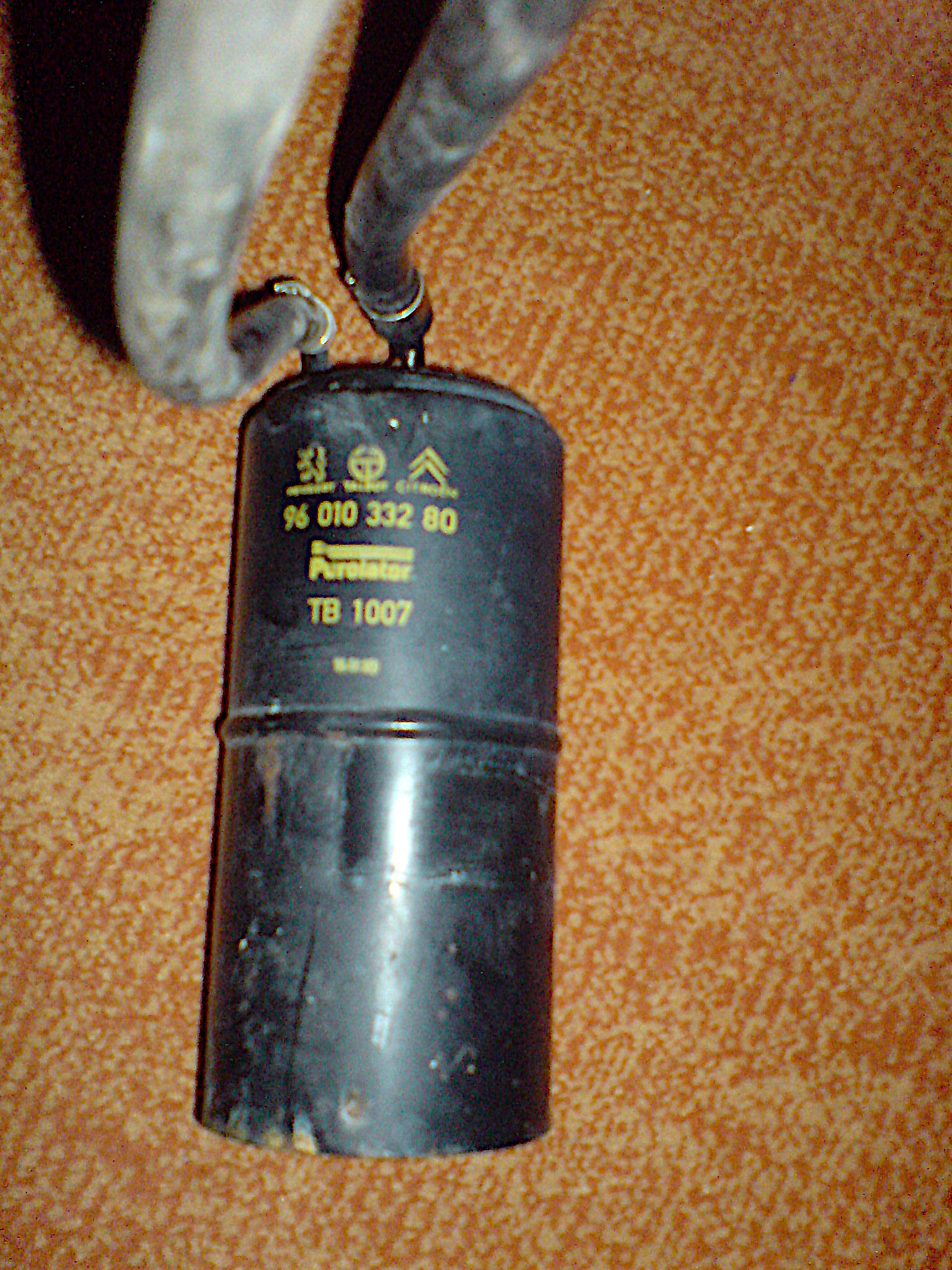
کنیستر پژو ۲۰۵

کنیستر در میانهٔ مسیر خروجیِ بخارات از باک تا موتور خودرو قرار می‌گیرد و از طریق لوله‌های بخاراتِ تعبیه‌شده بر روی خودرو، بخارات بنزین متصاعدشده را که از باک خودرو خارج می‌شود دریافت و درون خود جذب می‌کند. این در حالی‌ست که کنیستر قابلیت جذب و بازپس دادن مکرر بخارات را در هنگام کارکرد خودرو خواهد داشت.
کنیستر پژو ۴۰۵ سه منفذ دارد که شامل دو لولهٔ ورودی و خروجیِ بخارات و یک لولهٔ منتهی به هوای آزاد است. بخارات واردشده به کنیستر با فرایند تنظیم‌شده در خودرو و مرتبط با ECU از مسیر خروجی به صورت هوای قابل مصرف به سمت موتور خودرو هدایت می‌شود.
اگر خودرو برای مدت زیادی خاموش باشد یا بخارات خارج‌شده از باک بیش از ظرفیت کنیستر باشد، پس از پُر شدن کامل فضای داخل کنیستر از بخار بنزین، بخارات اضافی از لولهٔ هوای آزاد به سمت محیط تخلیه می‌شود.
کنیستر یک قطعهٔ جعبه‌مانند است که داخل آن را با نوعی زغال پُر کرده‌اند. درون این قطعه هیچ مکانیزم الکتریکی یا مکانیکی‌ای وجود ندارد، ولی همین زغال که زغال فعال (کربن فعال: carbon active) نام دارد، می‌تواند بخارات خارج‌شده از باک را در خود ذخیره کند و هنگامی که خودرو روشن می‌شود، با پس دادن بخارات ذخیره‌شده، آن‌ها را به سمت موتور و جهت سوختن در سیلندر آزاد کند.
بنزین ماده‌ای است قابل اشتعال که تمایل زیادی به جذب گرما از محیط دارد و اگر گرما در حدی نباشد که بنزین را مشتعل کند، بنزین تبدیل به بخار می‌شود. ورود این بخار به محیط خارج از باک، هم برای محیط‌زیست مضر است و هم اگر در باک هیچ راهی برای خروج این گاز وجود نداشته باشد، تجمع بخار بنزین در باک می‌تواند عاملی خطرناک محسوب شود. طراحان خودرو، با ایجاد یک راه تنفس، این گازها را از باک خارج می‌کنند و با نصب مخزن انبساط (کپسیتور) و جاذب (کنیستر)، بخارات را به سمت مَنیفولد و با هدف سوختن بخار در موتور خودرو هدایت می‌کنند.
اکنون کنیسترهای تولیدی برای خودروهای ساخت ایران، در معدودی شرکت‌های داخل تولید می‌شوند که در زمینهٔ تولید کاتالیست، لوله‌های سوخت و باک بنزین یورو ۴، پمپ سوخت خودرو و فیلترهای تصفیه سوخت نیز فعالیت دارد.